# Wald (Gemeinde Pyhra)
Wald ist eine Ortschaft und eine Katastralgemeinde der Marktgemeinde Pyhra im Bezirk St. Pölten in Niederösterreich. Die Ortschaft hat 210 Einwohner (Stand 1. Jänner 2024).

## Geografie
Das Dorf liegt zwischen dem Probstwald und dem Kyrnberger Wald, die hier von der Perschling getrennt werden. Erreichbar ist Wald über die Landesstraße L5101, die früher als Pyhraer Holzstraße geführt wurde.

## Geschichte
Die Herren von Wald wurden erstmals um 1140 genannt. Sie waren Lehensträger des Bistums Passau. Um den Sitz entwickelte sich allmählich eine Ansiedlung, die bis heute wenig dörflichen Charakter aufweist.
Laut Adressbuch von Österreich waren im Jahr 1938 in der Ortsgemeinde Wald ein Bäcker, ein Gastwirt, drei Gemischtwarenhändler, ein Sägewerk, ein Schneider, ein Schuster und einige Landwirte ansässig. Besonders der Holzwirtschaft kam eine große Bedeutung zu.

## Sehenswertes
- Schloss Wald, ein oftmals erweiterter Bau, der im Kern aus dem 12. Jahrhundert stammt. Burgherren waren der heute als Raubritter bekannte Jörg Scheck von Wald sowie Jérôme Bonaparte, der Bruder Napoleons.
- Katholische Pfarrkirche Wald in Pyhra Mariä Himmelfahrt

## Persönlichkeiten
- Michael Stickelbroeck (* 1963), Theologe und Hochschulprofessor, zugleich Provisor in Wald